# In 197666
In 197666（インナインティーン セブンティー シックスシックスシックス）は、日本の4人組バンド。所属レコード会社は日本クラウン。略称は「インナイ」。

## 概要・来歴
高校在学中にリーダーである三浦明展を中心に結成。2011年12月に発売したシングル 『IQ:64（あいくるしぃ）/from Snow...』でタワーレコード渋谷店シングルデイリーチャート1位を獲得。
2013年4月3日メジャー・デビュー。6月、楽曲「砂時計」が韓国映画「共謀者 traffickers」の日本版オリジナルEDテーマに決定。9月イナズマロックフェス出演。10月「ゆず」のピンチヒッターとして「オールナイトニッポンGOLD」のパーソナリティを務める。10月発売のミニアルバム「|idea|」のリード曲「Listen to me」のMVに佐藤すみれが出演。In 197666、佐藤すみれ両者がファッションブランド「VANQUISH」のイメージキャラクターを務めていたことか縁で実現。楽曲「Listen to me」がTBS系「S☆1」2013年度10-12月度テーマソングとして使用。
2014年4月発売のメジャー1stフルアルバム「Firmament」のリード曲「BouQuet」のMVにお笑いコンビ「バイきんぐ」の小峠英二が出演。

## メンバー
- 西 勇輔（にし ゆうすけ、ボーカル&ギター）
- 森下 大輔（もりした だいすけ、ギター）
  - 2012年7月加入。
- 原 琢矢（はら たくや、ベース）
- 三浦 明展（みうら あきのり、ドラムス）

## ディスコグラフィ

### タイアップ一覧
| 曲名         | タイアップ                                                       |
| ------------ | ---------------------------------------------------------------- |
| Listen to me | TBS系「S☆1」2013年10～12月度テーマソング                         |
| 砂時計       | 韓国映画「共謀者 traffickers」日本版オリジナルエンディングテーマ |

## ミュージックビデオ
| 監督     | 曲名                                                                              |
| 岡川太郎 | 「Fly」                                                                           |
| 西村周一 | 「OVER TO YOU」「シキサイの種」                                                   |
| 村山和也 | 「BouQuet」(小峠英二（バイきんぐ）出演)「Listen to me」(佐藤すみれ出演)「砂時計」 |
| 不明     | 「IQ:64」「from Snow...」                                                         |

## 主なライブ

### ワンマンライブ・主催イベント
- 2013年03月10日 - In 197666 presents 「GONG!!!vol.1」
w/The cold tommy/Sugarless Infant
- 2013年05月25日 - In 197666 ワンマンライブ　～（NO） MY DESTINY～
- 2013年10月09日 - In 197666インストアイベント
- 2013年11月09日-22日（4公演） - In 197666「│idea│」リリースツアー
- 2014年04月20日・05月06日 - In 197666メジャー1stフルアルバムFirmament発売記念イベント
- 2014年05月30日 - In 197666 1st full Album[Firmament]Release Party
- 2014年06月15日・28日・07月05日・08月09日・10日・15日 - In 197666 アコースティクライブ＆サイン会
- 2014年08月17日 - In 197666 presents 「GONG!!!vol.2」

### 出演イベント
- 2012年10月01日 - "MUSIC PARTY" NEXT HERO 2012
- 2012年12月02日 - LAID BACK OCEAN presents 心の箱 tour extra 「WHEN YOU'RE STRANGE」
- 2012年12月22日 - FM AICHI presents「STAND UP!」
- 2012年12月30日 - LIVE DI:GA JUDGEMENT 2012
- 2013年03月14日 - LIVE CUTTING EDGE Vol.5
- 2013年03月17日 - HAPPY JACK 2013
- 2013年03月18日 - RockDaze! 外伝 '13march
- 2013年04月28日 - Niigata Rainbow ROCK Market 2013
- 2013年06月09日 - SAKAE SP-RING 2013
- 2013年06月27日 - shepherd 3rd Mini Album『PuZzle pUzZLe puzzlE』release tour
- 2013年06月30日 - 音楽的初期衝動
- 2013年07月08日 - Sounds good!! -見放題にみんな出たら良かったのに-
- 2013年07月29日 - 共鳴レンサ
- 2013年08月10日 - TREASURE05X 2013 10th Anniversary ～three gates of wonder 1st day～
- 2013年08月17日 - RockDaze! showcase'13 summer
- 2013年08月22日 - SECRET BASE
- 2013年09月06日 - 音楽的初期衝動
- 2013年09月20日 - 白を僕達で塗り潰して
- 2013年09月21日 - イナズマロックフェス 2013
- 2013年09月22日 - 月夜の“大”音楽祭
- 2013年09月29日 - MUSIC CITY TENJIN 2013
- 2013年10月12日 - MINAMI WHEEL 2013
- 2013年10月17日,24日 - ボヤケルズ「共鳴レンサTOUR 2013 秋」
- 2013年10月25日 - KIDS Presents “Give and Take”-final series 名古屋編-
- 2013年10月26日 - 音生サーキット 2013 HALLOWEEN SPECIAL supported by 日本工学院
- 2013年11月26日 - ZIGZO meeting "SKY HIGH! Vol.2"
- 2013年12月13日 - 微糖Rock Fes. FINAL ～贅沢微糖～
- 2013年12月22日 - FM AICHI presents「STAND UP!」
- 2014年01月19日 - ボヤケルズ「上京48日目」ツアーファイナル ～僕らの東京1年祭～
- 2014年01月31日 - ACTIVE TOKYO 1
- 2014年02月02日 - ピストル・ディスコ巡業 2014~鯱祭~
- 2014年03月01日 - March fool
- 2014年03月15日 - HAPPY JACK 2014
- 2014年03月16日 - In 197666×HaKU×ドラマチックアラスカ×Scars Borough
- 2014年03月20日 - ビレッジマンズストア presents “爆裂ヒーローショウ” 3マン
- 2014年04月29日 - bayfm MUSIC METRO VOL.6
- 2014年05月16日 - shepherd 1st Full Album「Mirror」Release Tour “Shower TimeはNo Make”
- 2014年05月18日 - Doi pre「拝啓、タワレコ様 vol.5～ビレッジマンズストア tour編～」
- 2014年06月14日 - ピストル・ディスコ2014～旬感～
- 2014年06月18日 - アスナル金山 presents BRIDGET×アスナルトレジャー
- 2014年06月20日 - RAD ROCK RADIO presents RAD ROCK RIOT!!Vol.1
- 2014年07月26日 - ISHIGAKI MUSIC BLOOM @FES"AN
- 2014年07月27日 - 15歳の羅針盤ツアー
- 2014年07月30日 - JAPAN×KOREA SOUL LIVE vol.1
- 2014年08月16日 - TREASURE05X 2014 SECOND SEASON GET STARTED
- 2014年08月30日 - まつりつくば 2014
- 2014年09月06日 - Wendy. presents "I am for you vol.1″
- 2014年09月28日 - THIS MORNING DAY×MISTY presents “ミスモニNIGHT”
- 2014年10月03日 - 拝啓、タワレコ様 vol.6 -バンクスツアー＠立川編-
- 2014年10月05日 - ウタ男子＠渋谷aube
- 2014年10月11日 - BIG SMILE Vol.108
- 2014年10月13日 - MINAMI WHEEL 2014
- 2014年10月18日 - cune presents「JUST A MUSIC SHOW vol.2」
- 2014年10月25日 - 柏MUSIC SUN 2014
- 2014年11月01日 - たまプラーザテラス　MUSIC FESTA
- 2014年11月08日 - Forest City Fanfare
- 2015年01月18日 - RAD CREATION presents GRANDLINE 2015 supported byFM AICHI

## 出演

### テレビ
- 2013年04月24日 - テレビ東京「ロック兄弟」
- 2013年05月01日 - KKT「ROCKET COMPLEX」

### ラジオ
- FM OSAKA E∞tracks Selection「In 197666の聞いてくんな〜い?↑↑」（FM OSAKA、2014年1月14日 - ） - ケラケラと隔週出演